# На дорогу йду я в самотині
«На дорогу йду я в самотині» (рос. Выхожу один я на дорогу) — вірш російського письменника Михайла Лермонтова.

## Історія створення
Один з останніх віршів Лермонтова, написаний у травні-червні 1841 року, незадовго до загибелі. Саме в цей час поет був у відпустці на Кавказі, на території Мінеральних вод. Улюблені місця автора, де виникли образ дороги й кременистого шляху.
Задум для написання вірша пов'язаний із внутрішніми пошуками поета, який прагнув знайти волю та спокій у житті. Лермонтов зосереджує увагу на тому, що холодний сон могили не його доля. Автор начебто передчував своє майбутнє — смерть на дуелі.
Лермонтов у вірші підсумовує власну поетичну біографію, стверджуючи ті моральні стандарти, які він вважає для себе значущими. Як і більшість останніх поезій автора вірш був надрукований після його смерті, 1843 року — у журналі «Отечественные записки».

## На дорогу йду я в самотині
- На дорогу йду я в самотині;
- Крем'яна в тумані путь блищить:
- Тихо. Бога слухає пустиня,
- І зоря з зорею гомонить.

- Небеса прекрасні та безкраї!
- Спить земля в промінні голубім…
- Чом же серце з боллю завмирає?
- Жду чого? Жалію я за чим?

- Мрією не тішусь я пустою,
- Днів не жаль, що більш не розцвітуть.
- Я жадаю волі та спокою!
- Я б хотів забутись і заснуть!

- Та не тим холодним сном могили…
- Я б навік заснути так хотів,
- Щоб живі дрімали в серці сили,
- Щоб у грудях віддих тріпотів;

- Щоб крізь ніч, крізь день ясний для мене
- Про кохання ніжний спів лунав,
- Наді мною темний дуб зелений
- Щоб схилявся й листям розмовляв.

Переклад Максима Рильського

## Ідейно-художній аналіз поезії
Тематика вірша різнопланова: самотність, мандрівництво, природа.
Самотність пригнічує поета, адже немає поряд людини, з якою можна поділитися таємними думками й почуттями. Йому потрібна любов, він сподівається її зустріти, але це почуття автор поєднує зі спокоєм. Не шукає вже пристрасті та хвилювань.
Мандрівництво. Образ дороги — це алегорія життєвого шляху. Романтичний герой шукає забуття й притулку для своєї самотньої, втомленої душі. Невідомість засмучує кожного, але головне — мати певну життєву мету.
Природа. Її гідність і величність приваблюють поета. Його переповнює бажання вчитися у природи, щоб саме такий баланс і рівновага панували в душі Лермонтова.

### Ідея вірша
Єдність людини та природи. Буревії, урагани — і людина стривожена й налякана. Безхмарність неба або непорушна тиша ввечері — і людському погляду відкривається космічний світ. Закінчується день, і завмирає буття. Дерево дуб — це символ життя та його продовження.

### Композиція
Вірш «На дорогу йду я в самотині» складається з п'яти строф, пронумерованих автором. Композиція поезії — з трьох частин.
Перша частина починається з опису природи, що оточує ліричного героя. Автором визначається позаземну й космічну сутність світу. Поступово пейзажний лад змінюється філософськими роздумами: питання власного буття й прагнення (перша-друга строфи).
Друга частина (третя строфа) — пік кульмінаційної напруги («Днів не жаль, що більш не розцвітуть»).
Третя частина — розв'язка, спад тривоги (четверта-п'ята строфи). Автор мріє та знаходить ті почуття, яких жадає його душа. Завершується цей невеличкий шедевр пейзажною
замальовкою. Це картина бажаної гармонії людини та природи, у якій панує любов.

### Образ ліричного героя
Автор представляє особу, яка спостерігає за гармонійною й величною природою. Навколишній світ безмежний. Яким є внутрішній? Оповідач не знаходить спокою у власній душі. Він не страждає від нездійсненних бажань чи неможливості любити. Не шукає нових пригод і світів. Йому необхідні свобода й рівновага.
Ліричний герой — доросла, сформована особистість, що має великий життєвий досвід, пережила чимало розчарувань. Саме мудрість не дозволяє герою жалкувати за тим, що було колись.
Безперечно, оповідач по-новому дивиться на навколишній світ, не прагне досягти зірок. При цьому намагається зрозуміти їх таємницю й величну красу. Він мріє відпочити, зняти з колись бунтарської душі нервозність, що накопичувалася роками.
Образ ліричного героя сприймається як своєрідна антитеза юнацьким уявленням Лермонтова про поета, символічно вираженим в образі самотнього вітрильника, що прагне свободи, сподіваючись знайти спокій у життєвій бурі. Як і раніше, поет прагне свободи, але тепер він відчуває зневіреність і втому.
У вірші немає жодної вказівки на те, що ліричний герой твору — сам автор. Поет створив узагальнений образ людини, невдоволеної життям у недосконалому суспільстві, позбавленому гармонії, розмірковує про долю особистості, яка стає вигнанцем або добровільно віддаляється від такого суспільства. Саме тому шлях ліричного героя вірша — самотній і нелегкий.

### Жанр і мова поезії
Поліфонія жанрів: вірш філософської лірики, символічний ліричний заповіт, елегія, — робить поезію унікальною, складною й багатоплановою. Одночасно лунають філософські риторичні питання, монологічні роздуми, мотиви вічного сповідального спокою та прощання зі світом.
Мова вірша емоційна й вишукана. Глибину почуттів зумовлює пісенна інтонація, наявність забарвлених засобів художньої виразності. Поет використовує епітети («крем'яна путь»), метафори («Спить земля в промінні голубім…»), риторичні питання («Чом же серце з болю завмирає?»), інверсія («Мрією не тішусь я пустою»), анафора («Я жадаю волі та спокою!/Я б хотів забутись і заснуть!»). Останні дві строфи — вільний переспів вірша Г. Гейне з «Книги пісень».

## Музичний супровід поезії
Існувало близько двадцяти варіантів романсів і пісень «На дорогу йду я в самотині» російською мовою. Найбільшу популярність отримав музична варіація Єлизавети Шашиної, написана в 1861 році.
Виконавці романсу: Іван Козловський, Анна Герман, Дмитро Головін, Сергій Лемешев, Олексій Мочалов, Надія Обухова, Іван Петров, Олександр Пирогов, Лідія Русланова, Анатолій Солов'яненко, Юрій Гуляєв, Олег Погудін.
Романси Лермонтова на новий лад. Композитор Валентин Сильвестров — автор циклу «Тихі пісні» на вірші класичних поетів, серед яких «На дорогу йду я в самотині». Виконавці: Сергій Яковенко (баритон), Ілля Шепс (фортепіано).